# X-Men: Apocalypse
X-Men: Apocalypse is een Amerikaanse superheldenfilm uit 2016, gebaseerd op personages die voorkomen in Marvel stripboeken. X-Men: Apocalypse is de zesde film waarin de X-Men als team optreden en de negende film in het X-Men-filmuniversum.

## Verhaal
Sinds het ontstaan van de beschaving wordt Apocalypse, de eerste mutant uit de geschiedenis, aanbeden als een god. Hij vergaart de krachten van een groot aantal andere mutanten door zijn bewustzijn naar hun lichamen over te brengen en wordt daarmee nog krachtiger. Als Apocalypse na duizenden jaren ontwaakt, na in een eeuwenlange slaap te zijn geraakt door een mislukte overbrenging, is hij teleurgesteld in de wereld, omdat de in zijn ogen zwakkere mensheid het nu voor het zeggen heeft. Hij rekruteert een team van krachtige mutanten, waaronder een ontmoedigde Magneto, om de mensheid te onderwerpen en een nieuwe wereldorde te creëren waar hij over zal regeren. Met het lot van de aarde aan een zijden draadje, moet Raven met de hulp van Professor X een groep jonge X-Men leiden om hun grootste vijand te stoppen en de mensheid van de ondergang te redden.

## Rolverdeling
| Acteur             | Rol                           |
| ------------------ | ----------------------------- |
| James McAvoy       | Charles Xavier                |
| Michael Fassbender | Erik Lensherr / Magneto       |
| Oscar Isaac        | En Sabah Nur / Apocalypse     |
| Nicholas Hoult     | Hank McCoy / Beast            |
| Jennifer Lawrence  | Raven Darkholme / Mystique    |
| Rose Byrne         | Moira MacTaggert              |
| Tye Sheridan       | Scott Summers / Cyclops       |
| Sophie Turner      | Jean Grey                     |
| Evan Peters        | Peter Maximoff / Quicksilver  |
| Kodi Smit-McPhee   | Kurt Wagner / Nightcrawler    |
| Olivia Munn        | Elisabeth Braddock / Psylocke |
| Alexandra Shipp    | Ororo Munroe / Storm          |
| Ben Hardy          | Archangel                     |
| Lucas Till         | Alex Summers / Havok          |
| Josh Helman        | Kolonel William Stryker       |
| Lana Condor        | Jubilee                       |
| Tómas Lemarquis    | Caliban                       |
| Hugh Jackman       | Wolverine (onvermelde cameo)  |

## Ontwikkeling
Bryan Singer maakte eind 2013 via twitter bekend dat een X-Men-film voor 2016 op de rol stond waarin Apocalypse centraal staat. Deze film (X-Men: Apocalypse) zou een direct vervolg zijn op op de verhaallijn van Days of Future Past. Singer zou wederom de regie op zich nemen.